# Strîi
Strîi (în ucraineană Стрий) este oraș regional în regiunea Liov, Ucraina. Deși subordonat direct regiunii, orașul este și reședința raionului Strîi. 

## Demografie
Componența lingvistică a orașului Strîi
     Ucraineană (92,98%)
     Rusă (5,06%)
     Alte limbi (0,22%)
Conform recensământului din 2001, majoritatea populației orașului Strîi era vorbitoare de ucraineană (92,98%), existând în minoritate și vorbitori de rusă (5,06%).

## Personalități născute aici
- Kornel Makuszyński (1884 - 1953), scriitor, publicist polonez.